# Înaltul Comisariat al Națiunilor Unite pentru Refugiați

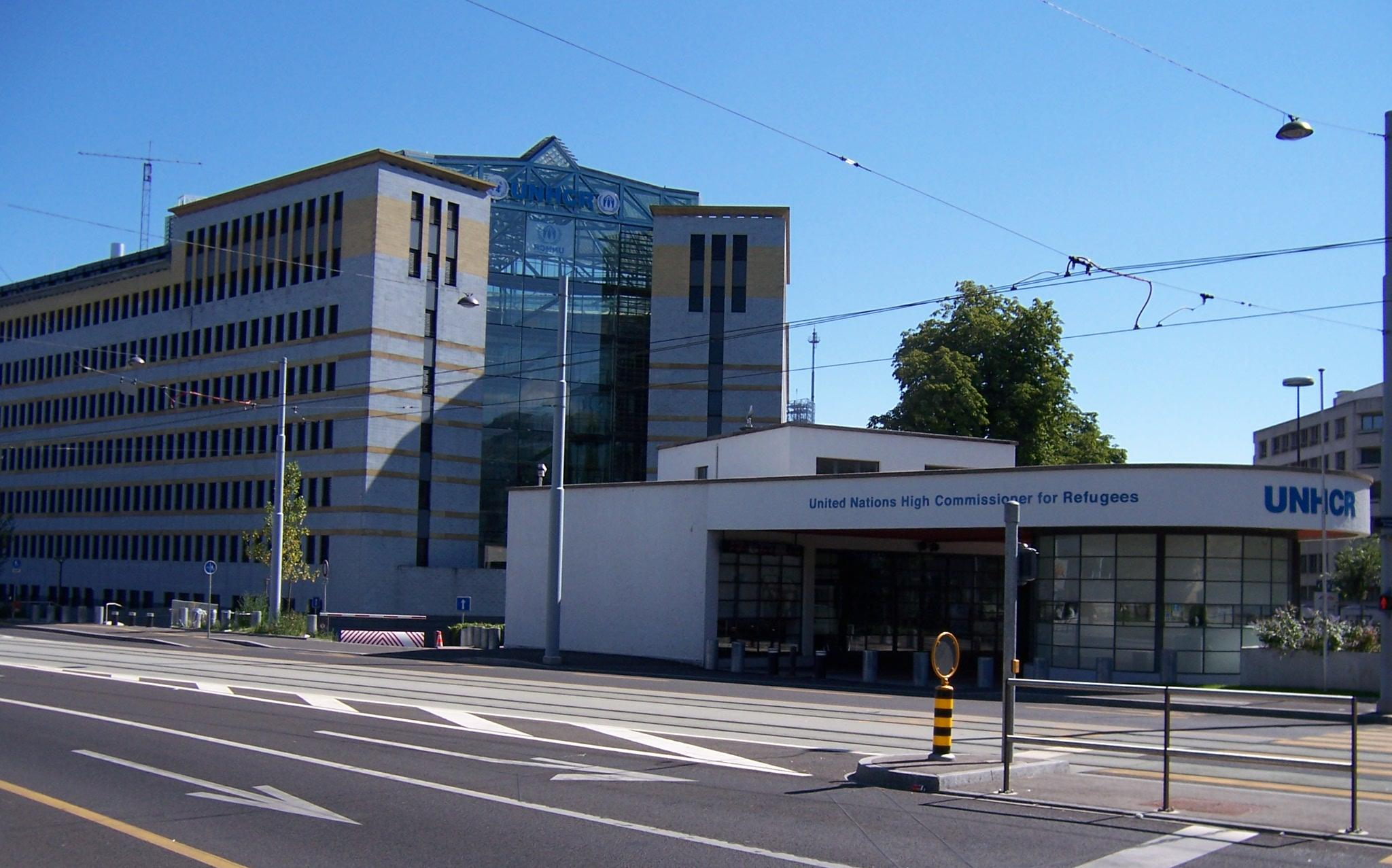
Sediul de la Geneva al acestei organizații

Biroul Înaltului Comisar ONU pentru Refugiați (UNHCR), de asemenea, cunoscut sub numele de Agenția ONU pentru Refugiați, este o agenție a Națiunilor Unite mandatată să protejeze și să ofere ajutor refugiaților, la cererea unui guvern sau a ONU în sine și ajută la repatrierea lor voluntară în țările de origine, integrarea lor în țările în care se află sau reinstalarea într-o țară terță. Sediul central se află în Geneva, Elveția. UNHCR a câștigat două Premii Nobel pentru Pace, în 1954 și în 1981 și un Premiu Prințul de Asturias pentru Cooperare Internațională în 1991.

## Istoric
Biroul Înaltului Comisar pentru Refugiați există din 1921, când a fost creat de Liga Națiunilor, primul ocupant fiind omul de știință norvegian Fridtjof Nansen. După dispariția Ligii Națiunilor a fost înființată Organizația Națiunilor Unite. În 1947, Organizația Națiunilor Unite a fondat Organizația Internațională pentru Refugiați (IRO). IRO a fost prima agenție internațională care s-a ocupat de toate aspectele vieții refugiaților. Înaintea acesteia a fost Administrația Națiunilor Unite pentru Ajutor și Reabilitare, care a fost înființată în 1944 pentru a se ocupa de milioanele de oameni strămutați în Europa ca urmare a celui de-al Doilea Război Mondial. La sfârșitul anilor 1940, IRO a fost desființată, dar ONU a fost de acord că este nevoie de un organism care să supravegheze problemele globale legate de refugiați.
Agenția ONU pentru Refugiați a apărut în urma celui de-al Doilea Război Mondial, pentru a ajuta milioanele de europeni nevoiți să se refugieze. A fost înființată la 14 decembrie 1950 și a avut inițial un mandat de trei ani, începând cu ianuarie 1951, după care urma să fie desființată din cauza dezacordului multor state membre ale ONU cu privire la implicațiile unui organism permanent. Convenția de la Geneva privind statutul refugiaților din 1951 a stabilit domeniul de aplicare și cadrul juridic al activității agenției, care inițial s-a concentrat asupra europenilor dezrădăcinați de război. În anii următori, datorită persecuției politice, etnice sau religioase, a dezmembrării sau formării unor noi entități statale, deplasarea forțată a devenit un fenomen care a generat valuri de refugiați. În 1956, UNHCR s-a confruntat cu prima mare urgență: influxul refugiaților maghiari la momentul când Uniunea Sovietică a înăbușit revoluția maghiară. Decolonizarea Africii din anii 1960 a produs prima deplasare a numeroșilor refugiați ai continentului. În 1957, UNHCR a fost însărcinat să se ocupe de refugiații chinezi din Hong Kong, oferind în același timp ajutor refugiaților algerieni care fugiseră în Maroc și Tunisia în urma războiului de independență al Algeriei. 
În 1967, Protocolul privind statutul refugiaților a fost ratificat pentru a elimina restricțiile geografice și temporale impuse de UNHCR în temeiul Convenției din 1951 privind statutul refugiaților. 
Între anii 1970 și 1980, UNHCR a trebuit să ajute la situații similare în Asia și America Latină. Astfel, în anii 1970, operațiunile UNHCR pentru refugiați au continuat odată cu exodul în masă al est-pakistanezilor către India cu puțin timp înainte de nașterea Bangladeshului. La problemele din Asia s-a adăugat războiul din Vietnam, milioane de persoane fugind din Laos, Cambodgia și Vietnam. 
Sfârșitul Războiului Rece a marcat un conflict interetnic continuu și a contribuit puternic la exodul refugiaților. În plus, intervențiile umanitare ale forțelor multinaționale au devenit mai frecvente, iar mass-media a început să joace un rol important, în special în perioada premergătoare misiunii NATO din 1999 în Republica Federală Iugoslavia, în timp ce, prin contrast, genocidul ruandez din 1994 a beneficiat de puțină atenție. Genocidul din Rwanda a provocat o criză masivă a refugiaților, evidențiind din nou dificultățile cu care se confruntă UNHCR în îndeplinirea mandatului său, iar UNHCR a continuat să lupte împotriva politicilor restrictive privind refugiații.
Până la sfârșitul secolului al XX-lea, în Africa apăruseră noi crize de refugiați, dar și noi mișcări ale refugiaților în Europa ca o consecință a războaielor din Balcani. UNHCR a ajutat zeci de milioane de oameni să-și reia viața demnitate. Continuă să ajute aproximativ 43,8 milioane de refugiați, strămutați intern și apatrizi din întreaga lume.

## Structură și organizare
Agenția pentru refugiați ONU este guvernată de Adunarea Generală ONU și de către Consiliul Economic și Social (ECOSOC). Mandatul UNHCR este definit de Statutul UNHCR din 1950. Programele și bugetul Agenției sunt prezentate de către Înaltul Comisar și sunt aprobate de către Comitetul Executiv UNHCR, compus din 98 de membri. O mare parte a bugetului UNHCR provine din contribuții voluntare, în mare parte din partea statelor membre; cei mai mari donatori sunt Statele Unite, Uniunea Europeană și Germania. Ca șef al organizației, Înaltul Comisar este responsabil pentru direcționarea și controlul UNHCR-ului. Filippo Grandi, cel de-al unsprezecelea Înalt Comisar al Națiunilor Unite pentru Refugiați, ales de către Adunarea Generală ONU pe 1 ianuarie 2016, pentru un mandat de cinci ani, a fost reales, cu un nou mandat până în 31 decembrie 2025.
Agenția are peste 9.700 de angajați naționali și internaționali, dintre care aproximativ 1.050 în sediile UNHCR de la Geneva și Budapesta și activează în 126 de țări, în 109 locații principale.

## Activitate
Activitatea agenției include furnizarea de protecție, adăpost, asistență medicală și ajutor de urgență, asistență la relocare și repatriere și pledarea pentru politici naționale și multilaterale în numele refugiaților.
Înaltul Comisariat ONU pentru Refugiați (HCR) raportează un număr record de persoane deplasate anul trecut în lume. În mai 2024, cifra atingea recordul de 120 de milioane de deplasați. Conflictele din Sudan, Gaza și Birmania au agravat și mai mult situația creată mai demult de războiul din Ucraina și criza umanitară din Afganistan. În Fâșia Gaza, 1,7 milioane de persoane au fost deplasate din octombrie 2023 și până acum, adică 75% din populația teritoriului palestinian care numără 2,2 milioane de persoane. În Ucraina, s-au înregistrat anul trecut circa 3,7 milioane de deplasați în interior. În paralel, numărul de azilanți a crescut și el semnificativ pentru a atinge cifra de 6 milioane de persoane. Siria este scena celei mai mari crize de oameni deplasați cu un total de aproape 14 milioane de oameni.

## Premiul Nansen pentru Refugiați
Premiul a fost înființat în 1954 în onoarea lui Fridtjof Nansen, primul Înalt Comisar pentru Refugiați din cadrul Ligii Națiunilor. Primul premiu a fost acordat lui Eleanor Roosevelt, soția președintelui Statelor Unite ale Americii, Franklin D. Roosevelt, în 1954. Eleanor Roosevelt a fost prima președintă a Comisiei ONU pentru Drepturile Omului.